# Austin Ambassador

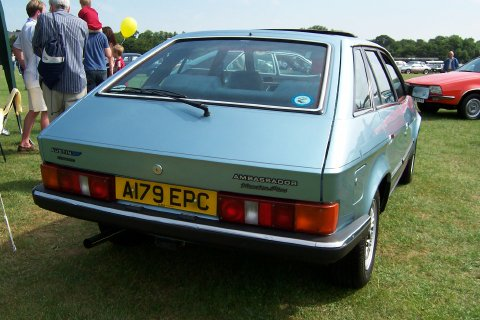
Tył nadwozia

Austin Ambassador – samochód osobowy klasy średniej produkowany przez brytyjską firmę Austin Motor Company w latach 1982–1984. Następca samochodu Leyland Princess. Dostępny był wyłącznie jako 5-drzwiowy liftback. Do napędu używano silników R4 o pojemności 1,7 oraz 2,0 litra. Moc przenoszona była na oś przednią poprzez 4-biegową manualną bądź 3-biegową automatyczną skrzynię biegów. Po 2 latach produkcji Ambassador został zastąpiony przez modele Montego i Rovera serii 600.

## Dane techniczne

### 1.7 HL
- R4 1,7 l (1698 cm³), 2 zawory na cylinder, SOHC
- Układ zasilania: gaźnik
- Średnica cylindra × skok tłoka: 84,46 × 75,79 mm
- Stopień sprężania: 9,0:1
- Moc maksymalna: 84 KM (62 kW) przy 5200 obr./min
- Maksymalny moment obrotowy: 131 N·m przy 3500 obr./min
- Przełożenie główne: 3,72:1

- Przyspieszenie 0–100 km/h: b.d.
- Prędkość maksymalna: 155 km/h

### 2.0 HL
- R4 2,0 l (1994 cm³), 2 zawory na cylinder, SOHC
- Układ zasilania: gaźnik
- Średnica cylindra × skok tłoka: 84,46 × 89,90 mm
- Stopień sprężania: 9,0:1
- Moc maksymalna: 93 KM (68,5 kW) przy 4900 obr./min
- Maksymalny moment obrotowy: 155 N·m przy 2750 obr./min
- Przełożenie główne: 3,48:1

- Przyspieszenie 0–100 km/h: b.d.
- Prędkość maksymalna: 160 km/h

### 2.0 HLS
- R4 2,0 l (1994 cm³), 2 zawory na cylinder, SOHC
- Układ zasilania: gaźnik
- Średnica cylindra × skok tłoka: 84,46 × 89,90 mm
- Stopień sprężania: 9,0:1
- Moc maksymalna: 101 KM (74,5 kW) przy 5250 obr./min
- Maksymalny moment obrotowy: 163 N·m przy 3250 obr./min
- Przełożenie główne: 3,83:1

- Przyspieszenie 0–100 km/h: b.d.
- Prędkość maksymalna: 160 km/h

### Pozostałe
- Opony: 185/70 HR14
- Prześwit: 165 mm
- Najmniejszy promień skrętu: 5,75 m